# Garai
|  | Per a altres significats, vegeu «Riu Garai». |

Garai és un municipi de Biscaia, a la comarca de Duranguesat.

## Caserius del municipi de Garai
Aiartza (Aiarza) Goena, Aiartza (Aiarza) Barrena, Aiartza (Aiarza) Erdikoa, Aiartza (Aiarza) Goitia, Aldatza, Arroita Beitia, Arroita Ganekoa, Askaiturrieta, Barraikua Atzekoa, Barraikua Aurrekoa, Barrainkua, Bekoetxea, Bekoetxea Errota, Beratua Azpikoa, Beratua Erdikoa, Beratua Goena, Duina Beitia (Duñabeitia), Duina Iturri (Duñaiturri), Emaldia, Etxebarria, Etxeita, Etxeitabehe (Etxeitabe), Etxetxuaga, Garai Andia, Garai Goitia, Guzurmendi, Ikastoikua, Landaberena, Lazpita, Mailukiza (Mallukiza), Milikua, Milikua Bizkar, Momoitio Azpikoa, Momoitio Ganekoa, Oar Azpikoa, Oar Ganekoa, Orubeta, Otokoa, Ugalde, Urien Azpikoa, Urien Ganekoa, Urresti, Zelai Bizkar (Solabizkar), Zelai Garai (Solagarai), Zelaia.

## Demografia
| Variació demogràfica del municipi entre 1991 i 2005 | Variació demogràfica del municipi entre 1991 i 2005 | Variació demogràfica del municipi entre 1991 i 2005 | Variació demogràfica del municipi entre 1991 i 2005 |      |
| --------------------------------------------------- | --------------------------------------------------- | --------------------------------------------------- | --------------------------------------------------- | ---- |
| 2005                                                | 2004                                                | 2001                                                | 1996                                                | 1991 |
| 283                                                 | 285                                                 | 252                                                 | 244                                                 | 256  |

## Història

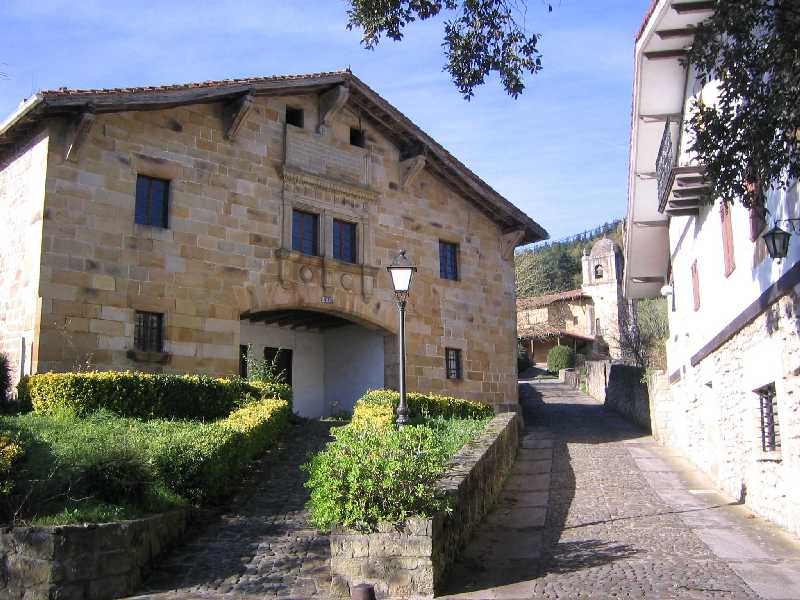
Racó de Garai.

L'origen de Garai, com el de la resta de les anteiglesias es perd en el temps entroncant amb el de la Terra Plana de Biscaia. Va pertànyer a la Merindad de Durango en les Juntes de la qual ocupava el seient número 6. La seva població estava dividida en dues barriades i dedicada en la seva majoria a les activitats agrícoles pròpies del país: collita de blat de moro, blat, hortalisses, llegums, cireres i recollida de pomes i castanyes en les zones més altes. En San Miguel de Garay existeix un solar que alguns han pensat que fos del conquistador Juan de Garay, governador del Paraguai. A aquest lloc era anomenat en el segle xix "Garay-Goitia". En l'any 1704 Garay comptava amb trenta-sis fogueres, segons es desprèn d'un foguerament efectuat a tota Biscaia en el citat any, decretat per la Junta General del Senyoriu amb data 28 de juny, a fi de poder fer els repartiments de les despeses generals del Senyoriu.
L'1 de maig de 1966 l'organització terrorista ETA va dur a terme una de les seves primeres accions significatives quan un comando d'aquesta organització va ocupar el poble de Garay durant unes quantes hores. L'ocupació es va limitar a tallar el telèfon, realitzar diverses pintades i col·locar la ikurriña (llavors il·legal) en lloc visible. El comando va abandonar el poble abans que arribés la Guàrdia Civil.
En aquest poble va ser la residència de Valentín de Zubiaurre Aguirrezábal.